# 吳綽
吳綽（1424年—？），字主寬，江西吉安府永新縣人，民籍，明朝政治人物。進士出身。

## 生平
江西鄉試第六十四名。景泰二年（1451年）辛未科會試第四十名，殿試登進士第三甲第一百一十二名。

## 家族
曾祖吳德新。祖父吳貴森。父亲吳處泰。